# Доктор Холивуд
„Доктор Холивуд“ (на английски: Doc Hollywood) е американска романтична комедия от 1991 г. на режисьора Майкъл Кантън-Джоунс по сценарий на Даниел Пайн, заедно с Джефри Прайс и Питър Сийман, базиран е на книгата What? Dead...Again? на Нийл Б. Шулман. Във филма участват Майкъл Джей Фокс, Джули Уорнър, Барнард Хюс, Уди Харелсън, Дейвид Огдън Стиърс, Францес Стърнхаген и Бриджит Фонда.
Филмът е заснет на място в Миканопи, Флорида.

## Актьорски състав
| Актьор              | Роля                      |
| ------------------- | ------------------------- |
| Майкъл Джей Фокс    | Д-р Бенджамин „Бен“ Стоун |
| Джули Уорнър        | Вайола/„Лу“               |
| Бърнард Хюс         | Д-р Арелиус Хог           |
| Уди Харелсън        | Ханк Гордън               |
| Дейвид Огдън Стиърс | Кмет Ник Никълсън         |
| Францис Стърнхаген  | Лилиан                    |
| Бриджит Фонда       | Нанси Лий Никълсън        |
| Робърт Блосъм       | Съдия Еванс               |
| Ейд Байрд           | Сестра Паркър             |
| Мел Уинкър          | Мелвин                    |
| Джордж Хамилтън     | Д-р Халбърстром           |
| Тайм Уинтърс        | Кайл Оуенс                |
| Кей Ти Вогт         | Мери Оуенс                |

## В България
През 1996 г. е издаден на VHS от Александра Видео.
На 26 октомври 1996 г. е излъчен за първи път по Канал 1 с разписание събота от 20:30 ч. в рубриката „Кинопарад“.
На 14 септември 2009 г. се излъчва по PRO.BG.

### Дублажи
| Преводач            | Асен Тотин                                                                |
| Редактор            | Петя Игнатова                                                             |
| Озвучаващи артисти  | Мариана Димитрова Даринка Митова Иван Танев Александър Воронов Марин Янев |
| Тонрежисьор         | Иван Василев                                                              |
| Режисьор на дублажа | Димитър Караджов                                                          |

| Озвучаващи артисти  | Йорданка Илова Силвия Русинова Светозар Кокаланов Росен Плосков Иван Танев |
| Преводач            | Полина Николова                                                            |
| Тонрежисьор         | Ангел Ангелов                                                              |
| Режисьор на дублажа | Ралица Ботева                                                              |